# CA 바트나
CA 바트나(Chabab Aurès de Batna, 아랍어: شباب أوراس باتنة), 줄여서 CAB는 1932년에 창단된 바트나를 연고를 두고 있는 알제리의 축구 클럽이다. 클럽의 주색상은 빨간색과 파란색이며. 구단은 5,000명의 관중을 수용할 수 있는 홈 구장 무스타파 세푸히 스타디움을 소유하고 있으며, 현재 알제리 리그 2에 소속되어 있다.